# ام کلثوم بنت عقبه
ام کلثوم بنت عقبه خواهر مادری عثمان و از اشراف‌زادگان قریش بود. او ابتدا با زید بن حارثه ازدواج کرد و صاحب دو فرزند به نامهای زید و رقیه شد. بعدها با عبدالرحمن بن عوف ازدواج کرد. عبدالرحمن از آنجایی که از اعضای شورای شش نفره تعیین برای جانشین عمر بود در به خلافت رساندن عثمان نقش داشت. ام‌کلثوم پس از درگذشت عبدالرحمن با  عمروعاص ازدواج کرد اما بعدها از او جدا شد.

پدرش عقبه بن ابی معیط از بزرگان قریش و از برپاکنندگان اصلی جنگ بدر بود.  مادرش اروی بنت کریز دختر ام حکیم بنت عبدالمطلب بود. ام حکیم دختر عبدالمطلب و خواهر ابوطالب و عبدالله بود و از این طریق، اروی با پیامبر و علی پیوند خویشاوندی داشت.